# 니시소에다역
니시소에다역(일본어: 西添田駅)은 일본 후쿠오카현 다가와군 소에다정에 있는 규슈 여객철도 히타히코산 선의 역이다.

## 역 주변
- 소에다 정청
- 소에다 정립 병원
- 오크 홀

## 역사
- 1903년 12월 21일 : 규슈 철도의 역으로서 가와사키 (현 · 부젠카와사키) - 소에다 간 개업과 동시에 소에다역으로 개업.
- 1907년 7월 1일 : 국유화.
- 1942년 8월 1일 : 니시소에다역으로 명칭 변경.
- 1987년 4월 1일 : 일본국유철도 분할 민영화에 의해, 규슈 여객철도가 승계.

## 인접 역
| 히타히코산 선          | 히타히코산 선 | 히타히코산 선      |
| ---------------------- | ------------- | ------------------ |
| 부젠카와사키 조노 방면 | ■ 보통        | 소에다 요아케 방면 |